# マコーム駅
マコーム駅（英語：Macomb Station）は、イリノイ州マコーム イースト・キャルフーン・ストリート120にある駅。全米各地を結ぶ旅客鉄道のアムトラックが乗り入れている。

## 利用可能な鉄道路線／列車
アムトラックのマコーム駅に発着する列車は下記の通り。
シカゴとクインシー間の昼行中距離列車イリノイ・ゼファー…1日1往復発着
シカゴとクインシー間の昼行中距離列車カール・サンドバーグ…1日1往復発着